# Una sombra en la ventana
Una sombra en la ventana és una pel·lícula espanyola dirigida el 1944 per Ignasi F. Iquino i protagonitzada per Manuel Luna, Ana Mariscal and María Martín.

## Argument
És basada en la novel·la homònima de Cecilio Benítez de Castro. En una vila espanyola es comet un crim i una dona es convertirà en la seva víctima.

## Repartiment
- Teresa Idel
- Manuel Luna
- Ana Mariscal
- María Martín
- Francisco Melgares
- Adriano Rimoldi
- Jesús Tordesillas

## Premis
Primera edició de les Medalles del Cercle d'Escriptors Cinematogràfics
| Categoria               | Nominats     | Resultat   |
| ----------------------- | ------------ | ---------- |
| Millor actriu principal | Ana Mariscal | Guanyadora |